# Ordinacions de Jaume II
Les Ordinacions de Jaume II de Mallorca de 1300 van ser un conjunt de mesures implementades amb l'objectiu de reorganitzar el territori i afavorir el creixement demogràfic i econòmic, especialment a la Part Forana de l'illa. Les ordinacions establien noves viles i regulaven la distribució de terres per a la producció agrícola i la pastura, tot fomentant el desenvolupament rural i la millora de les infraestructures agràries. També s'introduïa un sistema de rendes agràries i un sistema monetari per afavorir el comerç local i l'autosuficiència econòmica.
Aquestes mesures buscaven corregir desequilibris en la distribució de la població, incentivar la producció agrícola i establir una millor gestió dels recursos naturals. Les ordinacions van tenir un impacte profund en la configuració territorial i social de l'illa, influenciant el desenvolupament de Mallorca durant els segles posteriors.
Les Ordinacions manuscrites es troben a l'Arxiu del Regne de Mallorca. Es pot consultar una edició conjunta en llatí de les Ordinacions de Jaume II de Mallorca i de Pere el Cerimoniós, publicada l'any 1701. A més, se'n va fer una transcripció l'any 1945, que es recull en una publicació posterior amb la corresponent traducció en català actual.

## Context previ
A finals del segle xiii, Mallorca experimentava un creixement demogràfic notable, resultat tant de l'augment natural de la població com d'una immigració constant provinent de Catalunya. Aquest creixement va accentuar les desigualtats en la distribució de la població i de la terra conreada. Mentre algunes zones com Ciutat, el Raiguer (Inca, Alcúdia) i la Serra de Tramuntana (Valldemossa, Sóller) experimentaven una gran densitat de població, altres regions com el Pla i el Migjorn romangueren poc poblades, amb terres menys explotades i escassa densitat demogràfica.
Aquesta descompensació territorial provocava una intensa fragmentació de la terra a les zones densament poblades, on els preus i censos es disparaven a mesura que la demanda augmentava. En contrast, a les àrees menys habitades de la plana i el migjorn, els assentaments estaven menys consolidats i hi havia grans extensions de terra poc cultivades o desaprofitades.
A diferència d'altres regions com Catalunya o el País Valencià, on els assentaments eren sovint planificats a través de cartes pobles o fundacions de "viles noves", Mallorca encara no havia implementat aquest tipus de planificació urbana. Els assentaments mallorquins s’havien desenvolupat de manera orgànica sense una intervenció estructurada ni de la monarquia ni dels senyors feudals, que controlaven les terres però cedien el seu ús a terratinents o pagesos en règim de feu.

## Objectius polítics i econòmics

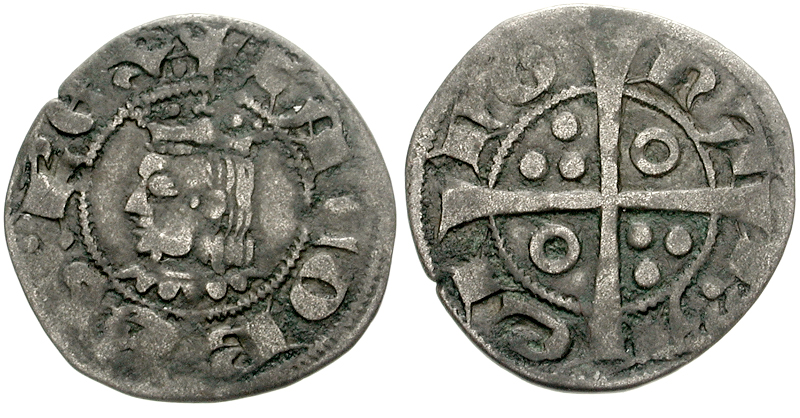
Diner de Jaume II

Les Ordinacions responien a una sèrie d'objectius tant polítics com econòmics. Des del punt de vista polític, l'objectiu principal era consolidar el control reial sobre el territori i fomentar un desenvolupament més equilibrat a la Part Forana de Mallorca. La creació de noves viles permetia una millor organització del territori, facilitant la recaptació d’impostos i censos per part de la monarquia. Al mateix temps, concentrant la població en nuclis ordenats, es podia controlar de manera més eficient l'administració local i els recursos del regne.
Econòmicament, les Ordinacions buscaven augmentar la productivitat agrícola i ramadera, afavorint l’ús més eficient de les terres conreades i les garrigues. Una de les innovacions principals va ser la monetització de les rendes, ja que els pobladors havien de pagar un cens en metàl·lic en lloc d'en espècie. Aquesta mesura no només facilitava la circulació de la nova moneda mallorquina creada per Jaume II, sinó que també permetia a la corona augmentar els ingressos. La monetització va ajudar a crear una economia més estructurada i dinàmica, fomentant el comerç local i contribuint a la centralització econòmica del regne.

## Redistribució territorial i reformes agràries

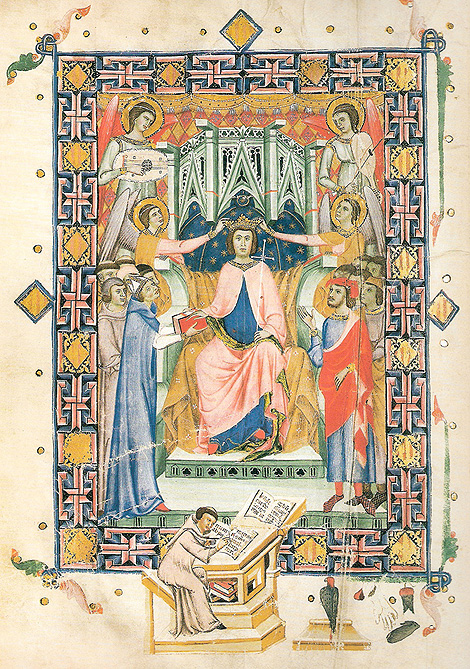
Imatge del Llibre dels Reis amb Jaume II jurant les franqueses i privilegis del regne de Mallorca el 1276

### Assignació i distribució de terres
Les Ordinacions van obligar els propietaris de terres, anomenats establidors, a cedir una part als nous pobladors a canvi d'un cens en metàl·lic determinat per funcionaris reials. Tot i que no es considerava una expropiació completa, ja que tenien dret a cobrar de cada poblador un cens anual convengut, aquesta cessió forçada afectava significativament els drets dels propietaris. Aquest procés estava sotmès a les normatives imposades pels funcionaris reials designats pel rei, els anomenats ordenadors.
Les terres assignades als pobladors incloïen un quartó per construir la casa pel qual pagaven un cens anual de 18 diners. Els conradors rebien cinc quarterades per al cultiu de vinyes, horts i cereals, i deu quarterades de garriga pel bestiar. Els menestrals rebien el quartó per defecte i una o dues quarterades si hi estaven interessats. Això no buscava tant colonitzar noves terres, sinó redistribuir les ja cultivades. Tot i que les garrigues eren de propietat individual, les Ordinacions regulaven l'ús comunitari de les pastures, prohibint l'accés a zones conreades o prats reservats. Això va establir les bases per a les futures comunes de pastura.

### Concentració de la població
Un altre aspecte important de les Ordinacions era la concentració dels nous habitants en nuclis de població, on estaven obligats a fixar-hi residència dins mig any a partir del dia que havien rebut el solar. Endemés, no podien deixar d'habitar ni vendre durant sis anys, i només a nouvinguts. Al cap de deu anys podien vendre a qualssevol. Aquesta concentració va permetre a la monarquia una millor gestió administrativa, facilitant la recaptació de censos i impostos, així com un control més eficaç de l’autoritat reial sobre els territoris.

## Aplicació de les Ordinacions

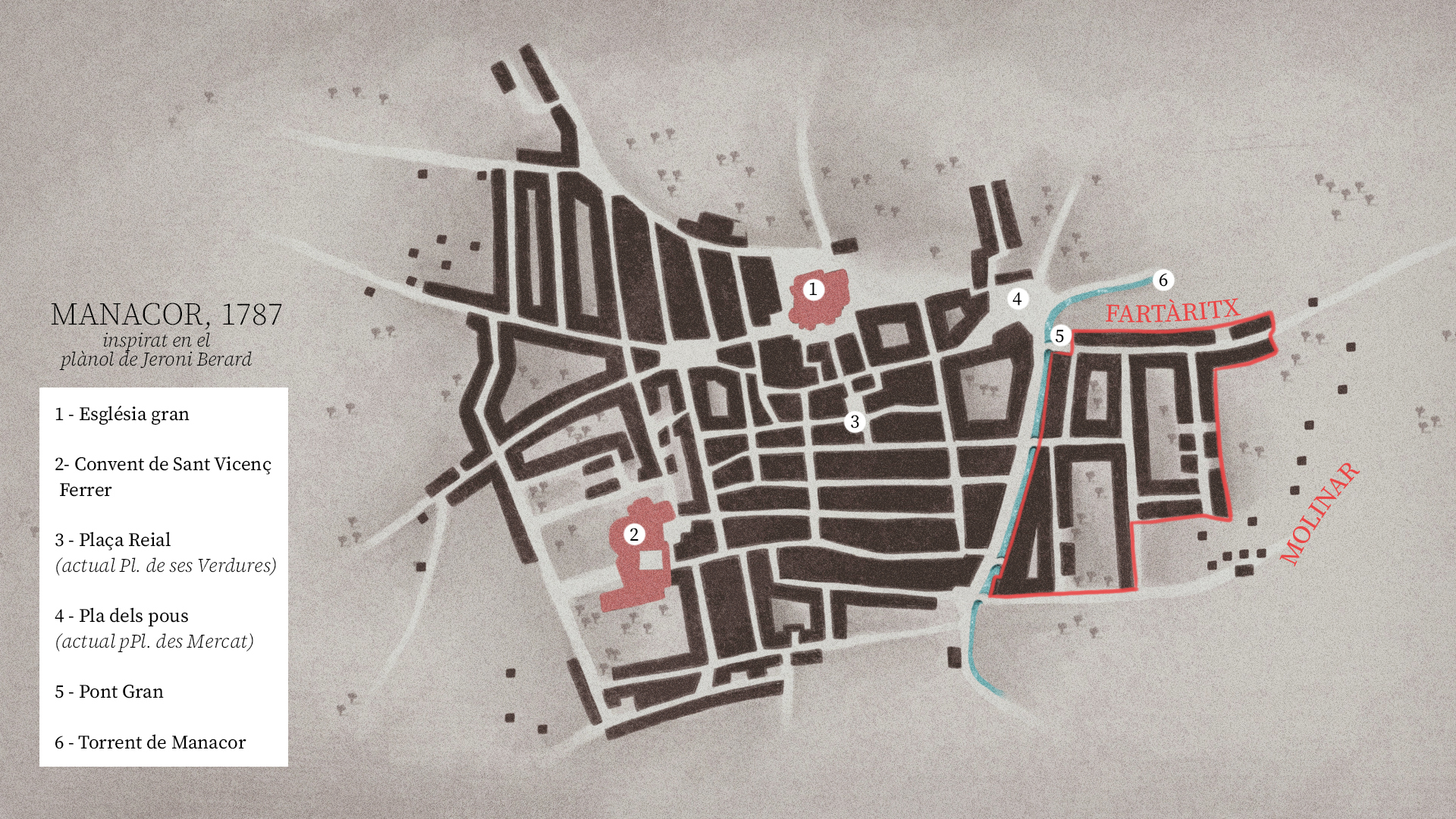
Carrers de Manacor el 1787

### El paper dels funcionaris reials
Les Ordinacions van ser implementades per funcionaris coneguts com a ordenadors. Els més coneguts foren Ramon Desbrull i Pere Sturç, però després s'hi afegiren altres com Bernat Beltran i Arnau Burgues. Aquests agents delimitaven terres destinades al conreu i la pastura, assignant-les als nous pobladors a canvi del pagament d'un cens en metàl·lic. El valor de les terres es calculava en funció del seu ús i rendibilitat.
Els ordenadors també s'encarregaven de traçar les infraestructures de les viles, com els carrers i espais públics. Aquestes noves viles seguien un patró reticular, amb carrers rectes que es creuaven perpendicularment, permetent una distribució regular dels solars. Aquesta estructura va facilitar el creixement ordenat dels assentaments i va fomentar una millor organització de les terres. Tot i això, alguns pobles requerien adaptacions geogràfiques, donant lloc a una planificació menys estructurada.
Les viles situades en zones vulnerables, especialment aquelles prop de la costa o en zones susceptibles a atacs es van dissenyar amb fortificacions per protegir els habitants. En aquestes viles, es construïen muralles per defensar els pobladors contra possibles incursions. Encara que no totes les viles van comptar amb fortificacions completes, la planificació preveia la possibilitat d’aixecar murs en el futur si era necessari.
A més de les muralles, les Ordinacions incloïen la creació d'infraestructures bàsiques per al bon funcionament de les viles. Es van planificar places públiques, mercats, carnisseries i altres espais comunitaris que fomentaven l'economia local i la vida social. Aquests elements eren essencials per assegurar el desenvolupament econòmic de les noves viles i per facilitar la interacció entre els pobladors. Les places públiques es convertiren en espais centrals per a la vida comunitària i el comerç, mentre que els mercats permetien l'intercanvi de productes agraris i ramaders.

### Les viles de les Ordinacions
Diverses viles de Mallorca van ser fundades o reorganitzades per garantir una millor distribució territorial. El document de les Ordinacions esmenta la creació d'una vila a Santanyí, una altra a Campos, i dues més que es preveien a Artà (una a prop de la torre de Miquel Nunis i l'altra a les rodalies del port de Banyeres, identificades com Capdepera i Son Servera). També es fa referència a dues viles que ja existien —Manacor i Sineu—, on es van aplicar mesures per reforçar la seva població. Tot i això, només es té constància d'un document d'ordenació específic per a Felanitx i Petra.
Al segle xvi el cronista Joan Binimelis dona la llista de les onze poblacions que tradicionalment s'han considerat: Algaida (Castellitx), Llucmajor, Porreres, Felanitx, Campos, Santanyí, Sant Joan, sa Pobla (Huialfàs), Manacor, Binissalem (Rubines) i Selva. Durant el segle xviii altres historiadors també inclouen Petra, Capdepera, Son Servera i Sineu.

## Impacte de les Ordinacions
Les Ordinacions van tenir un impacte durador en el desenvolupament territorial i econòmic de Mallorca. La creació de noves viles i la reorganització de les existents, va permetre una redistribució de la terra més eficient, alhora que facilitava el creixement de la producció agrària i ramadera.
Aquestes mesures van ajudar a equilibrar la distribució demogràfica entre Ciutat i la Part Forana, corregint els desequilibris que havien sorgit a finals del segle xiii. A més, la concentració de la població i l’organització del territori urbà van contribuir a una millor gestió administrativa i fiscal del regne.